# Snibston
Snibston – wieś w Anglii, w Leicestershire. W latach 1870–1872 osada liczyła 595 mieszkańców.